# فرودگاه کاب کاونتی
فرودگاه کاب کاونتی (به انگلیسی: Cobb County Airport) (به زبان بومی: McCollum Field) یک فرودگاه همگانی بهره‌برداری هوایی است که یک باند فرود آسفالت دارد و طول باند آن ۱۹۲۲ متر است. این فرودگاه در شهر آتلانتا کشور ایالات متحده آمریکا قرار دارد و در ارتفاع ۳۱۷ متری از سطح دریا واقع شده‌است.